# Basutokanarie
De basutokanarie (Crithagra symonsi; synoniem: Serinus symonsi) is een zangvogel uit de familie Fringillidae (vinkachtigen).

## Verspreiding en leefgebied
Deze soort is endemisch in Zuid-Afrika in westelijk Natal en Lesotho (Drakensbergen).